# Rhus terebinthifolia
Rhus terebinthifolia är en sumakväxtart som beskrevs av Schltdl. & Cham.. Rhus terebinthifolia ingår i släktet sumaker, och familjen sumakväxter. Inga underarter finns listade i Catalogue of Life.